# Павел и Иулиания
Па́вел и Иулиа́ния — брат и сестра, пострадавшие как мученики за христианство. Почитаются в православной и католической церквях.
Были убиты в Палестине во время гонений императора Аврелиана в 270 году.
Статуя Иулиании является одной из 140 статуй на Колоннаде Святых, украшающей площадь Святого Петра.